# Equatória Ocidental
Equatória Ocidental (em árabe: Gharb al-Istiwa'iyah) é um estado do Sudão do Sul. Tem uma área de 79 319 km² e uma população de 619 029 habitantes (censo de 2008). A cidade de Iambio é a capital do estado. 

## Divisões administrativas
O estado de Equatória Ocidental possui dez condados:
| Condados         | População (Censo 2008) |
| ---------------- | ---------------------- |
| Ezo              | 80 861                 |
| Ibba             | 41 869                 |
| Maridi           | 82 461                 |
| Mundri Oriental  | 48 318                 |
| Mundri Ocidental | 33 975                 |
| Mvolo            | 48 134                 |
| Nagero           | 10 077                 |
| Nzara            | 65 712                 |
| Tambura          | 55 365                 |
| Iambio           | 152 257                |